# Babapuszta
Babapuszta vagy Sári (szerbül: Алекса Шантић / Aleksa Šantić) falu Szerbiában, a Vajdaságban, a Nyugat-bácskai körzetben, Zombor községben, a magyar határtól 7 km-re.
A település a hivatalos szerb nevét a boszniai szerb költőről, Aleksa Šantićról kapta.
A települést először 1468-ban Sáripuszta néven említették meg. A mai magyar nevét a 20. század elején kezdték használni a mai alakjában. A mai falu 1923-1926. között alakult, amikor az első világháborúban szolgáló szerb önkéntesek letelepedtek. Mai szerb nevét 1924-ben kapta. Az 1941-ben itt letelepedett bukovinai székelyek Hadikkisfalu néven jegyezték. A második világháború idején Fernbach-nak hívták a települést, majd a háború után ismét visszakapta a ma is hivatalos szerb nevét.

## Története
A terület eredetileg a rasztinai Rédl családhoz tartozott, Hammerstein báró birtokaként volt ismert.
1906-1907. között Fernbach Károly, Zombor főispánja kastélyt és angolparkot építtet ezen a területen. A kommunizmus ideje alatt a kastély és a park majdnem teljesen elpusztult, az épületeket a helyi állami kombinát kapta tulajdonba, így nem nagyon foglalkoztak az állagmegóvással.
1923-ban kezd el épülni a mai falu, első világháborús szerb önkéntesek alapításával. 1924-ben kapja meg a mai szerb nevét.
1941-ben székely családokat költöztettek ide, de csak 1944-ig maradtak, a partizánok elől menekülve hátrahagyták otthonaikat, amit még ma is „magyar falu”-nak neveznek.
2019-ben a falu feltűnt a Drága örökösök című sorozatban.

## A faluban működő egyesületek
- Zec (Nyúl) Vadászegyesület
- Neven Művelődési Egyesület
- I. Péter király Lovasklub

## Népesség

### Demográfiai változások
| 1948 | 1953 | 1961 | 1971 | 1981 | 1991 | 2002 | 2011 |
| ---- | ---- | ---- | ---- | ---- | ---- | ---- | ---- |
| 1020 | 1446 | 1751 | 2064 | 2259 | 2267 | 2172 | 1770 |